# Lake-Gairdner-Nationalpark
Der Lake-Gairdner-Nationalpark ist ein Nationalpark im Süden des australischen Bundesstaates South Australia, 436 km nordwestlich von Adelaide, etwa 210 km nordöstlich von Ceduna und rund 120 km westlich von Woomera. Der Park, der die Salzseen Lake Gairdner, Lake Harris und Lake Everard umfasst, liegt direkt südlich der Eisenbahnstrecke Trans Australian Railway, des Stuart Highway und des Sperrgebietes Woomera.

## Zufahrt
Der öffentliche Zugang zum Park, der von privat genutztem Weideland umgeben ist, ist stark beschränkt. Am einfachsten ist der Zugang noch von der Verbindungsstraße Yardea–Kingoonya bei Brothers Well, eine betonierte Quellfassung neben der Straße am südlichen Ende der Moonarie Station (obwohl die Straßenschilder anzeigen, dass man auf der Yardea Station wäre). Die Straße ist unbefestigt, aber bei trockenem Wetter gut genug für normale Straßenfahrzeuge. Bei Regen wird sie von der Highway-Verwaltung geschlossen.

## Landesnatur
Üblicherweise ist das Land dort vollkommen trocken und ohne jedes Oberflächen- und Grundwasser. Im Sommer kann es extrem heiß werden, aber im Frühjahr ist dieses Land bei Vogelbeobachtern und Botanikern sehr beliebt.

## Kultur
In dieser Gegend lebt der Aboriginesstamm der Kokatha und es gibt auch heute noch von ihnen für Zeremonien genutzte heilige Orte.